# Équipe cycliste Dauner-Akkon

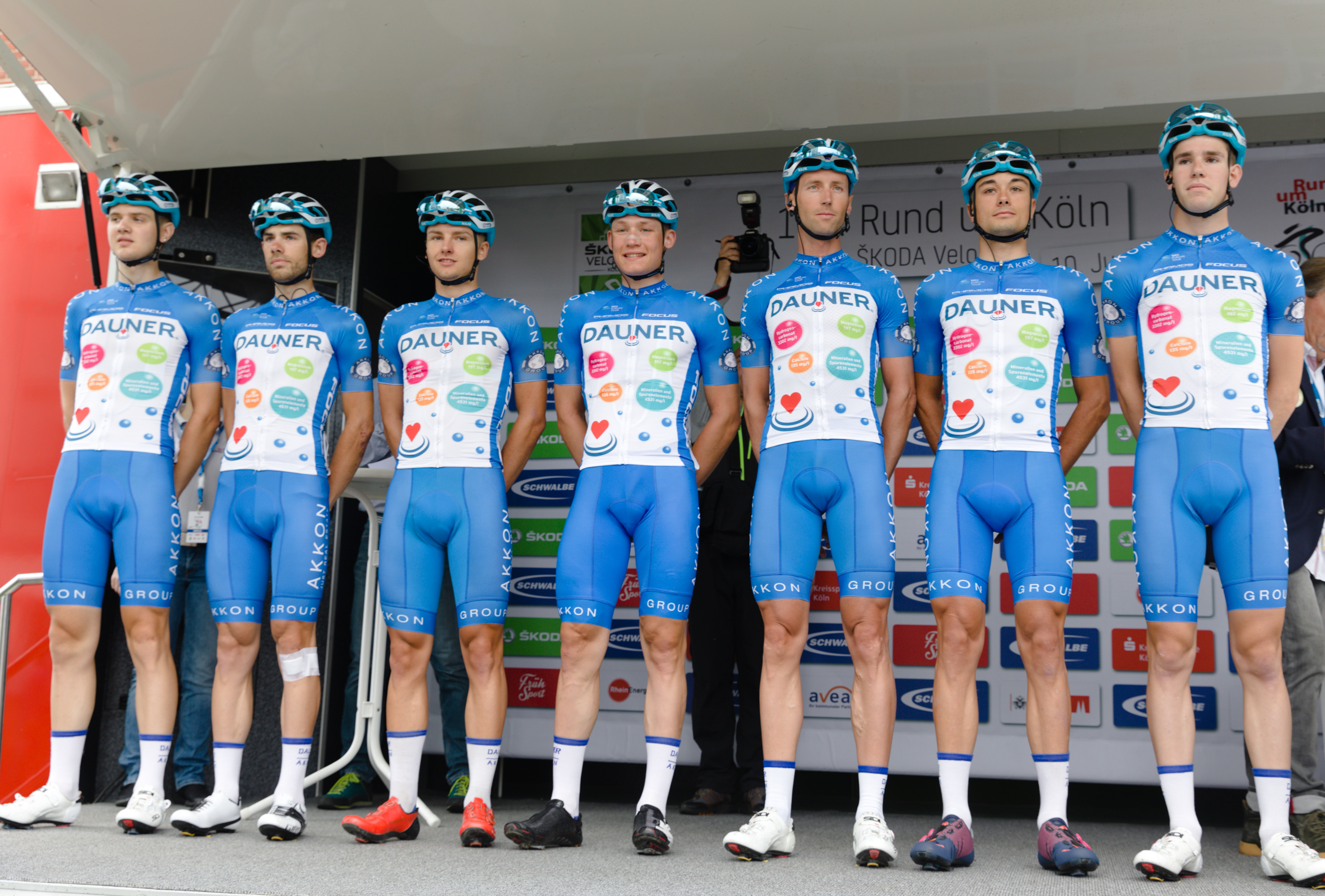
L'équipe en 2018.

L'équipe cycliste Dauner-Akkon est une équipe cycliste allemande créée en 2017. Elle court avec le statut d'équipe continentale entre 2017 et 2022. Pour la saison 2023, l'équipe ne reçoit pas de licence en tant qu'équipe continentale et participe à des courses sous le nom de Cologne Riders en tant qu'équipe enregistrée au niveau national, puis s'arrête en fin de saison.
Au cours de la saison 2019, Gerald Ciolek, le vainqueur de Milan-San Remo en 2013, devient directeur sportif de l'équipe. 

## Principales victoires
L'équipe ne compte aucune victoire UCI depuis sa création.

## Classements UCI
L'équipe participe aux épreuves des circuits continentaux et en particulier de l'UCI Europe Tour. Les tableaux ci-dessous présentent les classements de l'équipe sur les différents circuits, ainsi que son meilleur coureur au classement individuel.
UCI Europe Tour
| UCI Europe Tour | UCI Europe Tour        | UCI Europe Tour                           | UCI Europe Tour |
| Année           | Classement par équipes | Meilleur coureur au classement individuel |                 |
| --------------- | ---------------------- | ----------------------------------------- | --------------- |
| 2017            | 129e                   | Frederik Dombrowski (1763e)               |                 |
| 2018            | 99e                    | Colin Heiderscheid (859e)                 |                 |
| 2019            | 88e                    | Dominik Bauer (908e)                      |                 |
| 2021            | 94e                    | Sven Thurau (1198e)                       |                 |
| 2022            | 88e                    | Noé Ury (526e)                            |                 |
|                 |                        |                                           |                 |
| Source : UCI    |                        |                                           |                 |

L'équipe est également classée au Classement mondial UCI qui prend en compte toutes les épreuves UCI et concerne toutes les équipes UCI.
| Classement mondial | Classement mondial     | Classement mondial                        | Classement mondial |
| Année              | Classement par équipes | Meilleur coureur au classement individuel |                    |
| ------------------ | ---------------------- | ----------------------------------------- | ------------------ |
| 2017               | -                      | Frederik Dombrowski (2626e)               |                    |
| 2018               | -                      | Colin Heiderscheid (1383e)                |                    |
| 2019               | 160e                   | Dominik Bauer (1318e)                     |                    |
| 2021               | 161e                   | Sven Thurau (1740e)                       |                    |
| 2022               | 153e                   | Noé Ury (681e)                            |                    |
|                    |                        |                                           |                    |
| Source : UCI       |                        |                                           |                    |

## Team Dauner-Akkon en 2022
| Cycliste                   | Date de naissance | Nationalité    | Équipe 2021            |  |
| -------------------------- | ----------------- | -------------- | ---------------------- |  |
| Henning Bommel             | 23 février 1983   | Allemagne      | Team Dauner-Akkon      |  |
| Roman Duckert              | 12 janvier 2002   | Allemagne      | Team Dauner-Akkon      |  |
| Albert Gathemann           | 3 novembre 2001   | Allemagne      | Team Dauner-Akkon      |  |
| Paul Gehrke                | 16 juillet 2003   | Allemagne      |                        |  |
| Cory Greenberg             | 23 juin 1988      | États-Unis     | Team Dauner-Akkon      |  |
| Tim-Oliver Kolschefsky     | 14 août 2002      | Allemagne      |                        |  |
| Jonas Fabian Messerschmidt | 10 février 2001   | Allemagne      | Team Dauner-Akkon      |  |
| Byron Munton               | 12 décembre 1998  | Afrique du Sud | Electro Hiper Europa   |  |
| Frederik Raßmann           | 9 mars 2000       | Allemagne      | Team Dauner-Akkon      |  |
| Jan-Marc Temmen            | 16 août 2002      | Allemagne      | Team Dauner-Akkon      |  |
| Yuval Tsahor               | 29 mai 2001       | Israël         | Israel Cycling Academy |  |
| Noé Ury                    | 16 octobre 2003   | Luxembourg     |                        |  |